# Nowe Zakrzewo (Zakrzewo)
Nowe Zakrzewo – część wsi Zakrzewo w Polsce, położona w województwie wielkopolskim, w powiecie złotowskim, w gminie Zakrzewo. Wchodzi w skład sołectwa Zakrzewo.
W latach 1975–1998 Nowe Zakrzewo administracyjnie należało do województwa pilskiego. 